# Poeciliopsis catemaco
Poeciliopsis catemaco är en fiskart som beskrevs av Miller, 1975. Poeciliopsis catemaco ingår i släktet Poeciliopsis och familjen Poeciliidae. Inga underarter finns listade i Catalogue of Life.